# スティーヴン・マーティン・エクトン
スティーヴン・マーティン・エクトン（Stephen Martin Ecton）は、アメリカ合衆国の外交官。

## 生涯
1993年から1996年まで国務省東アジア・太平洋局日本部長。1996年から1999年まで国務省情報研究局経済分析部長。2000年に国務省を退職。

## 家族
父親はケンタッキー州レキシントン出身のグレンモア・エクトン (Glenmore Ecton)。母親はケンタッキー州ボーリンググリーンのトマス・L・アルヴィス (Thomas L. Alvis)。1966年にキャサリン・デラペール・ホリスター (Catharine deRapalye Hollister) と結婚。